# Юльянув (гміна Блендув)
Юльянув (пол. Julianów) — село в Польщі, у гміні Блендув Груєцького повіту Мазовецького воєводства.
Населення — 77 осіб (2011).
У 1975-1998 роках село належало до Радомського воєводства.

## Демографія
Демографічна структура станом на 31 березня 2011 року:
|          | Загалом | Допрацездатний вік | Працездатний вік | Постпрацездатний вік |
| -------- | ------- | ------------------ | ---------------- | -------------------- |
| Чоловіки | 33      | 3                  | 20               | 10                   |
| Жінки    | 44      | 7                  | 25               | 12                   |
| Разом    | 77      | 10                 | 45               | 22                   |